# ماريو غوميز (لاعب كرة قدم مواليد 1986)
ماريو غوميز (بالإسبانية: Mario Efrain Gómez)‏ هو لاعب كرة قدم كولومبي في مركز الوسط، ولد في 6 مايو 1986 في بوغوتا في كولومبيا. لعب مع إنديبنديينتي سانتا في وديبورتيفو باستو.